# 小口雄三
小口 雄三（おぐち ゆうぞう、1940年9月21日 - 2010年2月14日）は、日本の経営者。三協精機社長を務めた。

## 来歴・人物
長野県出身。1963年に武蔵工業大学工学部電気通信工学科を卒業し、同年4月に三協精機に入社。1992年6月に取締役に就任し、1993年6月に常務を経て、1997年4月には社長に就任。2004年4月に相談役に就任。
2010年2月14日に急性心不全のために死去。69歳没。